# قصي أبو عالية
قصي أبو عالية هو لاعب كرة قدم أردني من أصول فلسطينية لعب في صفوف النادي الفيصلي الأردني ومنتخب الأردن لكرة القدم، لاعب في مركز خط الوسط وصانع ألعاب، يعمل حاليا مساعد مدرب لنادي معان.

## روابط خارجية
- قصي أبو عالية على موقع ناشيونال فوتبول تيمز (الإنجليزية)
- قصي أبو عالية على موقع كووورة